# Emily Brontë
Emily Jane Brontë (ur. 30 lipca 1818 w Thornton, zm. 19 grudnia 1848 w Haworth) – angielska powieściopisarka i poetka. Autorka Wichrowych Wzgórz.

## Życiorys

### Dzieciństwo
Jej ojcem był Patrick Brunty (nazwisko zmienił na Brontë w dorosłym życiu), niezamożny pastor, wywodzący się z rodziny chłopskiej. Emily wychowywała się na plebanii w Haworth wraz z bratem Patrickiem Branwellem i siostrami: Anne, Charlotte, Marią oraz Elizabeth. Była silnie związana z Anne, Charlotte i Patrickiem. Po śmierci matki dziećmi opiekowała się ciotka, Elizabeth Branwell. Bliska dzieciom (szczególnie Emily) była także służąca Tabitha Akroyd, nazywana „Tabby”, która pracowała w domu rodziny Brontë przez prawie 30 lat. Tabby została przez Emily sportretowana w Wichrowych Wzgórzach jako Ellen Dean.
Zgodnie z wolą ojca, dzieci miały uzyskać wykształcenie. Patrick uczył się w domu, natomiast siostry miały je zdobyć na pensji Cowan Bridge, przeznaczonej dla dzieci duchowieństwa. Warunki tam były jednak bardzo złe, na tyle, że dwie najstarsze siostry Brontë zmarły na gruźlicę – Maria 6 maja 1825, a Elżbieta 15 czerwca tegoż roku. Od tego momentu wszystkie dzieci (z wyjątkiem Charlotte, którą w 1831 wysłano na półtora roku do szkoły z internatem) pozostawały i uczyły się w domu. Dużą rolę w tej domowej edukacji pełniła dobrze zaopatrzona biblioteka pastora Brontë oraz prenumerowane przez niego czasopisma omawiające aktualne życie literackie i kulturalne.
Od wczesnych lat młodości pisała utwory poetyckie i opowiadania. Rodzeństwo Brontë tworzyło wspólnie opowieści pt. Glass Town (które następnie zmieniły się w kroniki fikcyjnego państwa Angria). Z czasem Emily i Anne zaczęły tworzyć własny literacki „serial” – opowieści o fikcyjnej wyspie Gondal. Siostry wykonywały ręcznie malutkie książeczki, w których drobnym pismem uwieczniały swoją twórczość. Emily pisała o Gondal od 1831 roku aż do swojej śmierci. Choć cykl Gondal zawierał fragmenty prozatorskie i wierszowane, tylko część z tych ostatnich zachowała się do dziś.
W wieku 14 lat Emily wysłana została do szkoły w Roe Head, jednak jej niezależny charakter trudno znosił szkolny rygor i oderwanie od ukochanej przyrody, szybko też zaczęła podupadać na zdrowiu. Pracująca w tej samej szkole jako nauczycielka, Charlotte zdecydowała o wysłaniu siostry do domu, gdzie Emily szybko wyzdrowiała. Na jej miejsce pojechała Anne. Emily w tym czasie zajmowała się domem i uczyła się sama.

### Młodość
W 1837 zaczęła pracować jako nauczycielka w szkole w Law Hill. Nie wiadomo, ile spędziła tam czasu – nie wspomina o tym w swojej twórczości i listach. Z korespondencji Charlotte wiemy, że warunki pracy były dla Emily bardzo ciężkie – pracowała od 6 rano do 23.00, z półgodzinną przerwą. Wiadomo też, że Emily bardzo nie lubiła pracy nauczycielskiej.

#### Bruksela
Aby zapewnić stabilność finansową rodzinie oraz uwolnić się od konieczności prac w roli guwernantek lub źle traktowanych nauczycielek, siostry Brontë postanowiły założyć pensję na plebanii. By zdobyć odpowiednie kwalifikacje (a w szczególności podnieść kwalifikacje językowe), 8 lutego 1842 Emily pojechała wraz z Charlotte do Brukseli, do szkoły językowej pani Héger. Wyjazd sfinansowała ciotka Branwel. Podróż (statkiem, pociągiem i dyliżansem) zajęła siostrom tydzień. Nauka w szkole obejmowała m.in. języki obce (francuski, niemiecki), muzykę i rysunek. Szkoła cieszyła się renomą i oferowała dobre warunki swoim uczennicom. Emily dokonała ogromnych postępów w nauce.
Po kilku miesiącach przełożona pensji, madame Héger, zaproponowała siostrom posady nauczycielek (Charlotte uczyła języka angielskiego, a Emily muzyki). Mogły dzięki temu kontynuować naukę, dostając za pracę mieszkanie i wyżywienie. Wróciły do Haworth 8 listopada 1842 na pogrzeb ciotki. Śmierć panny Branwell spowodowała, że Emily musiała zrezygnować z powrotu do szkoły madame Héger i zająć się domem. Podjęła się tego z dużymi zdolnościami organizatorskimi i energią, jednocześnie dobrze inwestując pozostawiony przez ciotkę spadek. Tym samym część trosk materialnych rodziny Brontë została uśmierzona.

### Dalsze lata

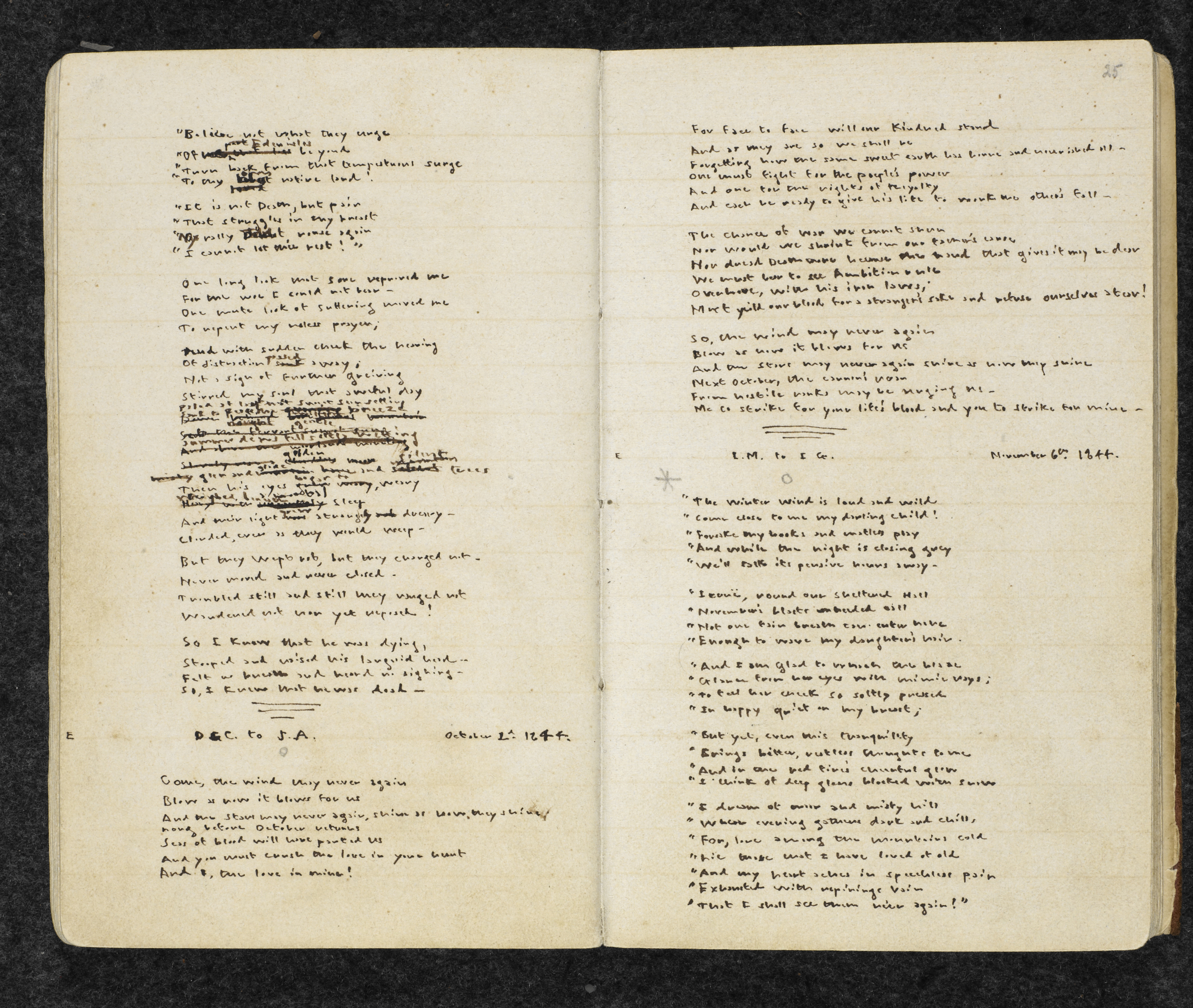
Wiersze gondalskie w rękopisie Emily Brontë

W 1845 roku Charlotte przypadkowo przeczytała ręcznie zapisany tomik wierszy napisanych przez Emily. Choć Emily twórczością literacką zajmowała się przez całe życie, nie pozwalała innym czytać swoich utworów. Charlotte była zachwycona i zdumiona wysoką wartością utworów siostry, dostrzegając w nich dziką, melancholijną i podniosłą melodię. Swoje wiersze zaprezentowała Charlotte również Anna. Trzy siostry zdecydowały, że zbiorą swoje utwory i wydadzą je w jednym tomiku, pod trzema (męskimi) pseudonimami (Emily występowała jako Ellis Bell). Tomik Poems by Currer, Ellis and Acton Bell ukazał się w maju 1846 roku, nakładem wydawnictwa Aylott and Jones. Choć wiersze zdobyły pewne pozytywne recenzje, to jednak nie zyskały popularności – sprzedały się tylko 2 egzemplarze tomu, siostry zdecydowały więc o wycofaniu nakładu.
Nie wiadomo dokładnie, kiedy Emily Brontë rozpoczęła pisanie powieści Wichrowe Wzgórza. Było to prawdopodobnie jesienią 1845 roku. Utwór wydany został w 1847 pod pseudonimem Ellis Bell. Ponieważ w tym samym czasie ogromną popularnością cieszyła się powieść Charlotte Dziwne losy Jane Eyre, również opublikowana pod pseudonimem o nazwisku Bell, czytelnicy zainteresowali się także Wichrowymi Wzgórzami. Powieść zyskała nieprzychylne recenzje, ganiono ją za to, że jest brutalna i ponura. Nie miało to dobrego wpływu na Emily, która miała naturę samotniczą, była domatorką spragnioną spokoju ducha, a do pomysłu wydania swojej twórczości od początku odnosiła się niechętnie. Emily odsunęła się od Charlotte, którą mogła uważać za odpowiedzialną za całe zamieszanie i zbliżyła się do brata, Branwella. Pełnił on rolę rodzinnego wyrzutka, którego wieloletnia niemożność znalezienia zawodu czy utrzymania posady, uzależnienie od opium i alkoholu, kłopoty miłosne i załamania nerwowe były przyczyną cierpień całej rodziny.
Powieści sióstr Brontë sprzedawały się dobrze, budziły też zainteresowanie czytelników. Nikt jednak (nawet wydawca) nie znał tożsamości autorek. Spekulowano, że choć wydano je pod 3 różnymi nazwiskami, to autor jest w istocie jeden, a całe zamieszanie z autorstwem było w istocie wywołane przez wydawcę, aby podnieść zainteresowanie książkami. Aby ukrócić te spekulacje, Charlotte zdecydowała, że należy się ujawnić. W lipcu 1848 roku wraz z Anną udała się do wydawcy, Georga Smitha i przedstawiła mu dwie z trzech autorek piszących jako bracia Bell, w tym tożsamość autorki Wichrowych Wzgórz. Ceniąca sobie samotność i spokój Emily nie była zadowolona z pozbawienia anonimowości i miała o to duży żal do siostry.
We wrześniu 1848 roku zmarł Branwell, podczas pogrzebu Emily zaziębiła się. Odmawiała wszelkiego leczenia i przyjmowania jakichkolwiek leków. Z czasem z prawdopodobnie łatwej do wyleczenia choroby wywiązało się zapalenie płuc, pojawiły się też objawy gruźlicy. Emily nadal nie podejmowała leczenia – nie chciała położyć się do łóżka, skontaktować z lekarzem ani brać leków. Dopiero w dniu swojej śmierci zgodziła się położyć na sofie i pozwoliła na wezwanie lekarza. Na leczenie było już jednak za późno. Zmarła 19 grudnia 1848 roku, w wieku 30 lat.

## Kontrowersje
W książce Charlotte Brontë i jej siostry śpiące Eryk Ostrowski sugeruje, bazując głównie na analizie samych tekstów literackich, że autorką wszystkich dzieł sióstr Brontë była najstarsza z nich: Charlotte Brontë. Autor uważa, że Charlotte przypisała autorstwo kilku swoich powieści młodszym siostrom, aby zabezpieczyć ich egzystencję na wypadek śmierci ojca.